# Slumdog Millionaire
Slumdog Millionaire is een Britse film uit 2008, geregisseerd door Danny Boyle met een scenario van Simon Beaufoy. De film is gebaseerd op de roman Q and A van de Indiase schrijver en diplomaat Vikas Swarup.
Slumdog Millionaire gaat over een jonge man uit de sloppenwijken van Mumbai die deelneemt aan de quiz Who Wants to Be a Millionaire? en tegen alle verwachtingen in de hoofdprijs wint.
De film ging in première op het Telluride Film Festival, en werd daarna nog vertoond op het Internationaal filmfestival van Toronto en het Filmfestival van Londen. Slumdog Millionaire werd een groot succes. Zo won de film acht Oscars (uit tien nominaties).

## Verhaal
De film begint in Mumbai (voorheen Bombay), waar een politieagent de voormalige straatjongen Jamal Malik martelt. Jamal is een deelnemer aan de Indiase versie van Who Wants to Be a Millionaire?, gepresenteerd door Prem Kumar. Hij staat inmiddels op een bedrag van 10.000.000 Indiase roepie, en de volgende dag zal de uitzending plaatsvinden, waarin hij de laatste vraag voor 20.000.000 Indiase roepie krijgt. De politie verdenkt hem echter van vals spel, omdat het gezien zijn afkomst onwaarschijnlijk is dat hij alle antwoorden weet. Jamal houdt echter vol dat hij de antwoorden wist. Voor iedere vraag vertelt hij wat hij heeft meegemaakt, waardoor hij het antwoord wist, en zodoende vertelt hij zijn levensverhaal.
Via meerdere flashbacks wordt de jeugd van Jamal getoond. Tussendoor zijn hierbij ook de vragen te zien die Jamal kreeg in de quiz, en welke antwoorden hij hierop gaf. 
Zo is te zien hoe zijn moeder omkwam tijdens de Bombay-rellen, waarna hij en zijn broer Salim op straat moesten gaan leven. Ze ontmoeten Latika, een meisje van hun leeftijd dat ook haar ouders heeft verloren. De drie worden benaderd door een man genaamd Maman, die straatkinderen rekruteert om voor hem te bedelen op straat. Wanneer ze ontdekken dat de kinderen blindgemaakt worden, zodat ze als blinde bedelaars meer geld weten te krijgen, vluchten de drie kinderen. Jamal en Salim weten te ontkomen, maar Latika blijft achter (door toedoen van Salim). De broers leven daarna van de verkoop van spullen en kleine misdaden, zoals zakkenrollen en het misleiden van naïeve toeristen bij de Taj Mahal. Jamal kan Latika echter niet vergeten, en op een zeker moment gaan ze terug om haar te zoeken. Ze vinden haar, maar komen ook weer Maman tegen die Latika heeft opgevoed tot een prostituee. Voor haar maagdelijkheid wordt veel geld verwacht. Hierop haalt Salim een revolver tevoorschijn en vermoordt Maman. Salim sluit zich hierna aan bij de rivaliserende gangster Javed, en hij en Jamal gaan elk hun weegs. Salim neemt Latika met zich mee.
Jaren later heeft Jamal een baantje gekregen bij een callcenter, waar hij zijn broer in het bestand vindt en belt. Jamal vindt Latika opnieuw, via Salim bij Javed, maar zij dringt erop aan dat hij haar vergeet. In een laatste poging haar voor zich te winnen, besluit hij uiteindelijk deel te nemen aan de show, aangezien het prijzengeld een "uitweg" zou zijn uit hun situatie.
Daarmee eindigt de flashback. De politiecommissaris gelooft Jamal nu, en laat hem gaan. De volgende dag is de uitzending. Wanneer Jamal de laatste vraag krijgt, gebruikt hij zijn laatste hulplijn, het bellen van een vriend, en hij kiest Salim. Salim heeft ondertussen Latika, die zijn succes in de show gevolgd heeft, helpen te ontsnappen van Javed. Latika heeft de telefoon van Salim, en neemt op. Ze weet het antwoord op de vraag niet, maar laat Jamal wel weten dat zij veilig is. Jamal is opgelucht. Hij beantwoordt de vraag goed en wint de hoofdprijs. Ondertussen schiet Salim, wetende dat, omdat hij Latika heeft laten ontsnappen, het einde voor hem nabij is, Javed dood, waarna hij kort daarop zelf ook wordt doodgeschoten door Javeds handlangers. Aan het eind van de film worden Jamal en Latika eindelijk herenigd. Ze kunnen eindelijk de liefde, die ze al heel lang voelden, tot uiting brengen.

## Rolverdeling
- Dev Patel: Jamal Malik, hindoejongen uit de slums van Mumbai.
- Freida Pinto: Latika, zijn grote liefde.
- Anil Kapoor: Prem Kumar, spelleider
- Irrfan Khan: Politie-inspecteur
- Saurabh Shukla: Agent
- Mahesh Manjrekar: Javed / Raja
- Ankur Vikal: Maman
- Madhur Mittal: Salim, Jamals broer
- Ayush Mahesh Khedekar: Jongste Jamal
- Azharuddin Mohammed Ismail: Jongste Salim
- Rubina Ali: Jongste Latika
- Tanay Chheda: Middelste Jamal
- Ashutosh Lobo Gajiwala: Middelste Salim
- Tanvi Ganesh Lonkar: Middelste Latika
- Dan Fleury: Tv-producent

## Achtergrond

### Productie

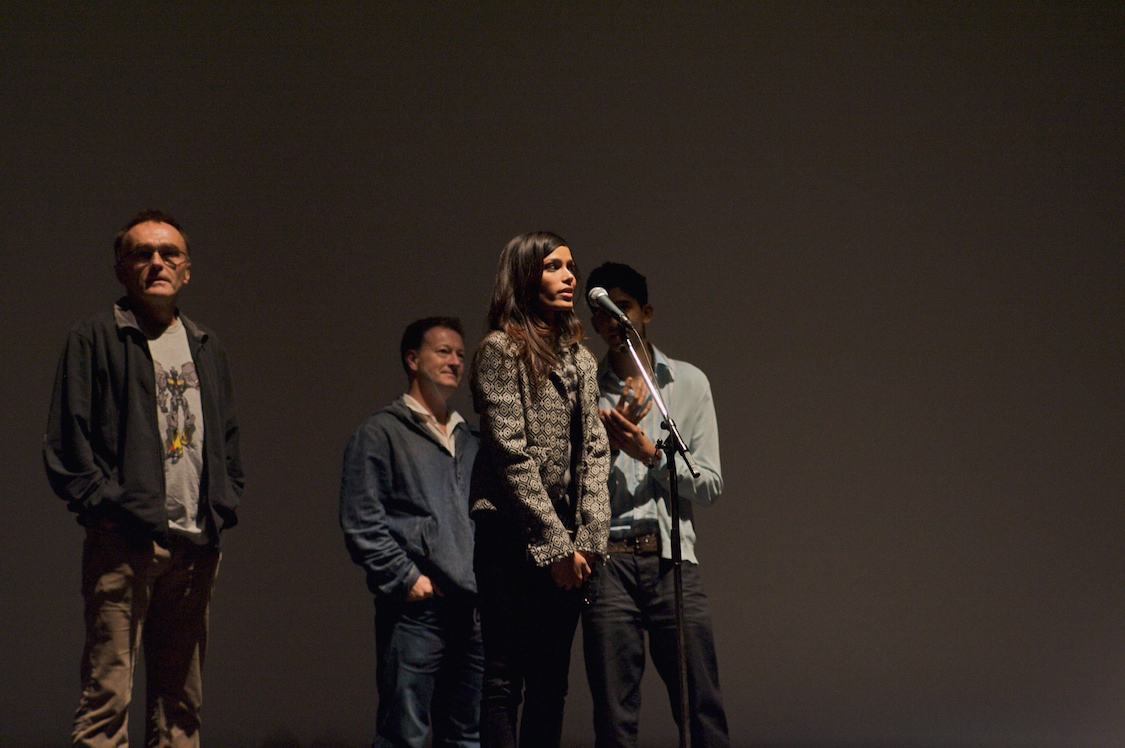
Screening voor Slumdog Millionaire in het Ryerson Theatre, Toronto, Canada

Scenarioschrijver Simon Beaufoy schreef Slumdog Millionaire aan de hand van het boek Q & A van Vikas Swarup. Om het scenario geloofwaardiger te maken, reisde hij drie keer af naar India.
Tegen de zomer van 2006 nodigden de Britse productiebedrijven Celador Films en Film4 Productions regisseur Danny Boyle uit het scenario te lezen. Boyle was eerst niet geïnteresseerd daar hij geen film wilde maken over “Lotto Weekend Miljonairs”. Hij veranderde echter van gedachten toen hij hoorde dat Beaufoy het scenario had geschreven. Beaufoy schreef eerder al het scenario voor de film The Full Monty, een van Doyles favoriete films. Hij las het scenario en was onder de indruk van hoe Beaufoy de verschillende verhaallijnen uit Swarups boek in een film had verwerkt.
Gail Stevens werd bij de film betrokken om de selectie van de acteurs te regelen. Stevens werkte eerder al met Boyle. Meredith Tucker werd gevraagd acteurs te zoeken in de Verenigde Staten. In september 2007 vertrokken de filmmakers naar Mumbai met een nog onvolledige filmploeg om onder de lokale bevolking acteurs te selecteren. Loveleen Tandan, een van de regisseurs in India, overtuigde de producers enkele dialogen in de film in Hindi te vertalen om de film meer diepte te geven. Boyle ging akkoord en vertaalde bijna een derde van de oorspronkelijk Engelstalige dialoog in Hindi.
Bollywoodster Shahrukh Khan, de presentator van de Indiase versie van Who Wants to Be a Millionaire?, kreeg aanvankelijk de kans om de rol van de presentator te spelen in de film. Hij wees deze echter af. Hij werd vervangen door Anil Kapoor.

### Filmmuziek
De filmmuziek van Slumdog Millionaire werd gecomponeerd door A.R. Rahman. Hij maakte gedurende twee maanden voorbereidingen voor de muziek, en componeerde het werk vervolgens in twee weken. Danny Boyle koos Rahman volgens eigen zeggen omdat hij niet alleen de klassieke Indiase muziek kende, maar ook Amerikaanse muziekstijlen.
De filmmuziek werd goed ontvangen, en haalde onder andere de volgende posities in de hitlijsten:
| Album met eventuele hitnotering(en) in de Nederlandse Album Top 100 | Datum van verschijnen | Datum van binnenkomst | Hoogste positie | Aantal weken | Opmerkingen                  |
| ------------------------------------------------------------------- | --------------------- | --------------------- | --------------- | ------------ | ---------------------------- |
| Slumdog Millionaire                                                 | 02-01-2009            | 07-03-2009            | 52              | 4            | met A.R. Rahman / Filmmuziek |

| Album met hitnotering(en) in de Vlaamse Ultratop 200 albums | Datum van verschijnen | Datum van binnenkomst | Hoogste positie | Aantal weken | Opmerkingen     |
| ----------------------------------------------------------- | --------------------- | --------------------- | --------------- | ------------ | --------------- |
| Slumdog Millionaire                                         | 2009                  | 21-02-2009            | 26              | 16*          | met A.R. Rahman |

## Prijzen en nominaties
Slumdog Millionaire won in totaal 147 prijzen, en werd voor nog eens 105 genomineerd.
Onder de gewonnen prijzen bevonden zich acht Oscars:
- Beste film
- Beste bewerkte scenario
- Beste regie (Danny Boyle)
- Beste camerawerk (Anthony Dod Mantle)
- Beste montage (Chris Dickens)
- Beste originele muziek (A.R. Rahman)
- Beste originele nummer (A.R. Rahman, Gulzar)
- Beste geluidsmixing (Ian Tapp, Richard Pryke, Resul Pookutty)

Andere noemenswaardige prijzen zijn vier Golden Globes, zeven BAFTA's, drie British Independent Film Awards, zes MTV Movie Awards, een Golden Reel Award en drie Satellite Awards.